# 克洛德·维尔格兰
克洛德·维尔格兰（法語：Claude Vilgrain，1963年3月1日—），加拿大男子冰球运动员，场上位置是前锋。他曾代表加拿大国家队参加1988年冬季奥林匹克运动会冰球比赛，获得第4名。